# 银色山矾
银色山矾（学名：[Symplocos subconnata] 错误：{{Lang}}：文本有斜体标记（帮助））为山矾科山矾属下的一个种。

## 扩展阅读
- 維基物種上的相關：银色山矾